# NGC 6719
NGC 6719 é uma galáxia espiral (Sc) localizada na direcção da constelação de Pavo. Possui uma declinação de -68° 35' 16" e uma ascensão recta de 19 horas, 03 minutos e 07,3 segundos.
A galáxia NGC 6719 foi descoberta em 23 de Junho de 1835 por John Herschel.